# Богельовський канал
Богельовський канал (словац. Boheľovský kanál) — меліоративний канал; впадає у канал Ґабчіково-Топольники, протікає в окрузі Дунайська Стреда.
Довжина приблизно 10.0 км. Витік знаходиться в Дунайській рівнині — з Богельовських рибників.
Протікає територією сіл Богельов; Вракунь; Дольний Штал; Падань та Мад. Відгалужується канал Крачани-Богельов. Впадає у канал Ґабчіково-Топольники між селами Вракунь і Мад.